# Angelica yakusimensis
Angelica yakusimensis là một loài thực vật có hoa trong họ Hoa tán. Loài này được H.Hara mô tả khoa học đầu tiên năm 1956.